# Феррари, Паоло (комедиограф)
 Паоло Феррари  (итал. Paolo Ferrari; 5 апреля 1822, Модена — 9 марта 1889, Милан) — итальянский комедиограф. Продолжатель традиций Карло Гольдони.

## Биография
Паоло Феррари родился в Модене 5 апреля 1822 года в семье офицера.
Окончил юридический факультет университета Модены.
Был адвокатом, журналистом, профессором эстетики в Миланском университете, театральным режиссёром.
С 1860 года — профессор истории Миланской академии.
Паоло Феррари умер 9 марта 1889 года в Милане.

## Творчество
Слава Феррари была главным образом на его блестящей исторической комедии «Goldoni e le sue sedici commedie nuove» («Гольдони и его 16 новых комедий», постановка 1852, отдельное издание 1854; русский перевод П. Рождественского, под редакцией и с предисловием профессора А. Веселовского под заглавием «В борьбе за идею», М., 1900). Героем комедии выступает Карло Гольдони, великий итальянский комедиограф XVIII века. Его образ очерчен с большим искусством. Но для Феррари Гольдони был не только «реформатором итальянской комедии», а прежде всего борцом против аристократии, поэтом-гражданином, окрылённым демократическими идеалами.
Теми же антифеодальными и демократическими тенденциями пронизана и другая выдающаяся историческая пьеса Феррари — «La satira e Parini» («Парини и сатира», постановка 1856, издана 1858), героем которой выступает поэт-сатирик XVIII века Джузеппе Парини (1729—1799). Изображая, как и пьеса о Гольдони, борца поднимающейся против господствующей знати демократии, эта вторая комедия была вместе с тем пьесой патриотической, призывавшей к освободительной борьбе против австрийского ига. Обе комедии имели шумный успех. Итальянская писательница Мария Антуанетта Торриани взяла себе псевдоним «Маркиза Коломби» — имя одного из персонажей пьесы.
В ряде пьес на темы из современной жизни Феррари изображал быт и мировоззрения людей «пошлого поколения», сложившихся в период, последовавший за разгромом национально-освободительного движения 1848 года. Культ личных интересов, карьеризм, нигилистический скептицизм, погоня за наслаждениями — таковы черты их морального облика в комедии «Проза» (Prosa, издана 1859) и «Женщина и скептик» (La donna e lo scettico, 1864). Феррари противопоставляет их пошлой «морали» идею гражданского долга, мораль деловитости, трудолюбия и семейности. Перу Феррари принадлежит также значительное количество пьес на диалектах. Испробовал он свои силы, хотя и с меньшим успехом, в жанре социальной комедии à thése в духе современных французских драматургов (Ожье, Дюма, Сарду).
Его лучшим произведениям свойственна занимательность завязки, живость диалогов, умелая разработка характеров и сценических положений.